# Sergei Vladimirovich Bryzgalov
Bản mẫu:Eastern Slavic name
Sergei Vladimirovich Bryzgalov (tiếng Nga: Серге́й Влади́мирович Брызга́лов; sinh ngày 15 tháng 11 năm 1992) là một cầu thủ bóng đá người Nga thi đấu cho câu lạc bộ tại Giải bóng đá ngoại hạng Nga F.K. Anzhi Makhachkala. Anh thường thi đấu ở vị trí tiền vệ phòng ngự hay trung vệ.

## Sự nghiệp câu lạc bộ
Anh có màn ra mắt tại Giải bóng đá ngoại hạng Nga vào ngày 28 tháng 3 năm 2010 cho F.K. Saturn Moskva Oblast trong trận đấu với F.K. Rostov.

## Thống kê sự nghiệp

### Câu lạc bộ
Tính đến 20 tháng 5 năm 2018
| Câu lạc bộ             | Mùa giải            | Giải vô địch                | Giải vô địch | Giải vô địch | Cúp     | Cúp       | Châu lục | Châu lục  | Tổng cộng | Tổng cộng |
| Câu lạc bộ             | Mùa giải            | Hạng đấu                    | Số trận      | Bàn thắng    | Số trận | Bàn thắng | Số trận  | Bàn thắng | Số trận   | Bàn thắng |
| ---------------------- | ------------------- | --------------------------- | ------------ | ------------ | ------- | --------- | -------- | --------- | --------- | --------- |
| F.K. Saturn Ramenskoye | 2009                | Giải bóng đá ngoại hạng Nga | 0            | 0            | 0       | 0         | –        | –         | 0         | 0         |
| F.K. Saturn Ramenskoye | 2010                | Giải bóng đá ngoại hạng Nga | 1            | 0            | 0       | 0         | –        | –         | 1         | 0         |
| F.K. Saturn Ramenskoye | Tổng cộng           | Tổng cộng                   | 1            | 0            | 0       | 0         | 0        | 0         | 1         | 0         |
| F.K. Spartak Moskva    | 2011–12             | Giải bóng đá ngoại hạng Nga | 18           | 0            | 0       | 0         | 0        | 0         | 18        | 0         |
| F.K. Spartak Moskva    | 2012–13             | Giải bóng đá ngoại hạng Nga | 11           | 1            | 2       | 0         | 3        | 0         | 16        | 1         |
| F.K. Spartak Moskva    | 2013–14             | Giải bóng đá ngoại hạng Nga | 4            | 0            | 0       | 0         | 0        | 0         | 4         | 0         |
| F.K. Spartak Moskva    | 2014–15             | Giải bóng đá ngoại hạng Nga | 8            | 0            | 0       | 0         | –        | –         | 8         | 0         |
| F.K. Spartak Moskva    | 2015–16             | Giải bóng đá ngoại hạng Nga | 6            | 0            | 0       | 0         | –        | –         | 6         | 0         |
| F.K. Spartak Moskva    | Tổng cộng           | Tổng cộng                   | 47           | 1            | 2       | 0         | 3        | 0         | 52        | 1         |
| F.K. Spartak-2 Moskva  | 2014–15             | PFL                         | 3            | 0            | –       | –         | –        | –         | 3         | 0         |
| F.K. Spartak-2 Moskva  | 2015–16             | FNL                         | 20           | 0            | –       | –         | –        | –         | 20        | 0         |
| F.K. Spartak-2 Moskva  | Tổng cộng           | Tổng cộng                   | 23           | 0            | 0       | 0         | 0        | 0         | 23        | 0         |
| F.K. Terek Grozny      | 2016–17             | Giải bóng đá ngoại hạng Nga | 4            | 0            | 0       | 0         | –        | –         | 4         | 0         |
| F.K. Anzhi Makhachkala | 2016–17             | Giải bóng đá ngoại hạng Nga | 7            | 0            | 1       | 0         | –        | –         | 8         | 0         |
| F.K. Anzhi Makhachkala | 2017–18             | Giải bóng đá ngoại hạng Nga | 25           | 2            | 0       | 0         | –        | –         | 25        | 2         |
| F.K. Anzhi Makhachkala | Tổng cộng           | Tổng cộng                   | 32           | 2            | 1       | 0         | 0        | 0         | 33        | 2         |
| Tổng cộng sự nghiệp    | Tổng cộng sự nghiệp | Tổng cộng sự nghiệp         | 107          | 3            | 3       | 0         | 3        | 0         | 113       | 3         |